# الكنيسة الكاثوليكية في العراق

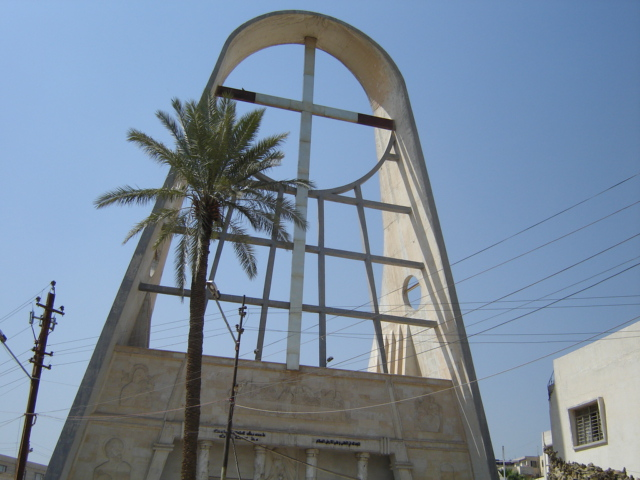
كنيسة سيدات النجاة السريانية الكاثوليكية في بغداد

عدد الكاثوليك في العراق أقل من 1% من إجمالي السكان. الكاثوليك في العراق يتبعون عدة طقوس أثناء صلواتهم حيث يبلغ عدد الأبرشيات الكاثوليكية في العراق 15 أبرشية. 9 من هذه الأبرشيات تنتمي إلي الكنيسة الكلدانية الكاثوليكية.

## قائمة الأبرشيات الكاثوليكية في العراق

### أبرشيات الكلدان الكاثوليك
- الكرسي البطريركي الكلداني الكاثوليكي في بابل
- أبرشية الكلدان الكاثوليك في البصرة
- أبرشية الكلدان الكاثوليك في اربيل[2]
- أبرشية الكلدان الكاثوليك في كركوك والسليمانية
- أبرشية الكلدان الكاثوليك في الموصل
- أبرشية الكلدان الكاثوليك في القوش
- أبرشية الكلدان الكاثوليك في عقرة
- أبرشية الكلدان الكاثوليك في زاخو والعمادية
- أبرشية الكلدان الكاثوليك في بغداد

### أبرشيات السريان الكاثوليك
- أبرشية السريان الكاثوليك في بغداد
- أبرشية السريان الكاثوليك في الموصل[3]
- أبرشية السريان الكاثوليك في البصرة

### أبرشية الارمن الكاثوليك
- ابرشية الارمن الكاثوليك في بغداد

### أبرشية الروم الكاثوليك
- أبرشية الروم الكاثوليك في العراق

### أبرشية اللاتين الكاثوليك
- أبرشية اللاتين الكاثوليك في العراق [4]

## وصلات خارجية
- الكنائس في العراق
- الكنائس الأرمنية في العراق
- الكنائس والاديرة في الموصل
- الابرشيات الكاثوليكية في العراق - الوحدة بين المسيحيين